# Zvolen Patriots
Gli Zvolen Patriots sono una squadra di football americano di Zvolen, in Slovacchia.

## Dettaglio stagioni

### Tornei nazionali

#### Campionato

##### Slovenská Futbalová Liga
| Stagione | regular season | regular season | regular season | regular season | regular season | regular season | playoff | playoff | playoff | playoff | playoff | playoff    | playoff         |
|          | Vin            | Par            | Per            | Tot            | PF             | PS             | Vin     | Per     | Tot     | PF      | PS      | risultato  | avversaria      |
| -------- | -------------- | -------------- | -------------- | -------------- | -------------- | -------------- | ------- | ------- | ------- | ------- | ------- | ---------- | --------------- |
| 2015     | 4              | 0              | 2              | 6              | 139            | 101            | 0       | 1       | 1       | 34      | 47      | Semifinale | Trnava Bulldogs |
| 2016     | 1              | 0              | 5              | 6              | 69             | 203            | -       | -       | -       | -       | -       | -          | -               |
| 2017     | 1              | 0              | 5              | 6              | 53             | 197            | -       | -       | -       | -       | -       | -          | -               |
| 2018     | 0              | 0              | 8              | 8              | 29             | 213            | -       | -       | -       | -       | -       | -          | -               |
| 2019     | 1              | 0              | 6              | 7              | 53             | 250            | -       | -       | -       | -       | -       | -          | -               |
| 2021     | 0              | 0              | 6              | 6              | 21             | 134            | -       | -       | -       | -       | -       | -          | -               |
| Totale   | 7              | 0              | 26             | 33             | 343            | 964            | 0       | 1       | 1       | 34      | 47      |            |                 |

Fonti: Enciclopedia del Football - A cura di Roberto Mezzetti